# جغرافيا البوسنة والهرسك

خريطة طبوغرافية للبوسنة والهرسك.

تقع البوسنة والهرسك في جنوب شرق أوروبا، تحديداً غرب إقليم البلقان (). لديها حدود بريّة بطول 932 كم مع كرواتيا من الشمال والجنوب الغربي، وكذلك 312 كلم مع صربيا من جهة الشرق، والحدود مع جمهورية الجبل الأسود بطول 215 كم إلى الجنوب الشرقي. لها حدود مشتركة مع البحر الأدرياتيكي بطول 20 كم من (12.42 ميل)، وهو يُمثل الساحل.
أبرز سمات التضاريس المحلية هي الوديان والجبال التي ترتفع حتى 2386 متراً. البلاد يغلب عليها الطابع الجبلي، وتظهر سلسلة جبال الألب الدينارية بوضوح، خاصةً في الأجزاء الشمالية الشرقية حتى حوض بانونيا، في حين أنها في الجنوب على الحدود مع البحر الأدرياتيكي.
موارد البلاد طبيعية وتشمل: الفحم والحديد والبوكسيت والمنجنيز والنحاس والكروم والرصاص والزنك والطاقة المائية، وكذلك الغابات.